# Jacques Companéez
Jacques Companéez (ou Companeez, en russe : Яков Компанеец) est un scénariste et dialoguiste français d'origine juive russe, né le 5 mars 1906 à Nijyn (alors dans l'Empire russe, aujourd'hui en Ukraine) et mort le 13 septembre 1956 dans le 16e arrondissement de Paris.

## Biographie
Venant de Saint-Pétersbourg, Jacques Companéez fuit la révolution russe, à l'âge de 17 ans, et se réfugie à Berlin pour suivre des études d'ingénieur. Il est chassé de son poste d'ingénieur électricien par les lois anti-juives et devient scénariste pour le cinéma allemand. En 1933, il écrit le scénario de Tausend für eine Nacht de Max Mack. Il est de nouveau marginalisé et continue le travail sous pseudonyme. 
Il est obligé de partir et arrive en France en 1936. Sa fructueuse carrière l'amènera à écrire 80 scénarios de films, dont le célèbre Casque d'Or réalisé par Jacques Becker.
Il est le père de la réalisatrice Nina Companeez et de la cantatrice Irène Companeez.

## Filmographie partielle
- 1933 : Tausend für eine Nacht de Max Mack
- 1936 : 
  - Les Bas-fonds de Jean Renoir
  - Au service du tsar de Pierre Billon
- 1937 : 
  - Le Chanteur de minuit de Léo Joannon
  - Forfaiture de Marcel L'Herbier
  - Un scandale aux Galeries de René Sti
  - L'Alibi de Pierre Chenal
  - Feu ! de Jacques de Baroncelli
- 1938 : 
  - Tarakanowa de Fedor Ozep
  - Nostalgie de Victor Tourjanski
  - Katia de Maurice Tourneur
  - La Maison du Maltais de Pierre Chenal
  - Gibraltar de Fedor Ozep
  - J'étais une aventurière de Raymond Bernard
- 1939 : 
  - Le Déserteur de Léonide Moguy
  - Coups de feu de René Barberis
  - Pièges de Robert Siodmak
- 1940 : 
  - L'Émigrante de Léo Joannon
  - Sérénade de Jean Boyer
- 1945 : Adieu chérie de Raymond Bernard
- 1946 :
  - Impasse de Pierre Dard
  - La Foire aux chimères de Pierre Chenal
- 1947 : 
  - Copie conforme de Jean Dréville
  - Les Atouts de Monsieur Wens de Émile-Georges De Meyst
  - L'Éventail d'Emil-Edwin Reinert
  - Les Maudits de René Clément
  - Contre-enquête de Jean Faurez
- 1948 : Le Carrefour des passions, d'Ettore Giannini
- 1950 : Le Traqué de Frank Tuttle
- 1952 : Casque d'Or de Jacques Becker
- 1953 : Jeunes Mariés, de Gilles Grangier
- 1954 : Orient-Express de Carlo Ludovico Bragaglia
- 1955 : 
  - Fantaisie d'un jour de Pierre Cardinal
  - La Môme Pigalle d'Alfred Rode
  - Nagana de Hervé Bromberger
- 1956 : Club de femmes de Ralph Habib
- 1957 : Je reviendrai à Kandara de Victor Vicas
- 1959 : Visa pour l'enfer d'Alfred Rode

## Théâtre
- 1945 : Un ami viendra ce soir d'Yvan Noé et Jacques Companeez, mise en scène Jean Wall, théâtre de Paris